# Tim Miller
Timothy Miller (Fort Washington, Maryland; 10 de octubre de 1964), más conocido como Tim Miller, es un director de cine y artista de efectos visuales estadounidense. Hizo su debut en la dirección de largometrajes con la película Deadpool, de 2016. Fue nominado al Óscar al mejor cortometraje animado como escritor y productor ejecutivo de Gopher Broke, de 2004. Miller también diseñó las secuencias del título de La chica del dragón tatuado, de 2011, y Thor: The Dark World, de 2013.

## Carrera
En marzo de 1995, Miller cofundó Blur Studio, una compañía de efectos visuales, animación y diseño, junto a David Stinnett y Cat Chapman. Miller y Jeff Fowler fueron nominados para el Premio Óscar al mejor cortometraje animado en 2005 por el cortometraje Gopher Broke.
En marzo de 2008, Miller fue elegido para producir y dirigir uno de los ocho cuentos animados, basados en la revista Heavy Metal. David Fincher y Kevin Eastman también se unieron para producir y dirigir un segmento de la historia. Miller fue seleccionado por Legendary Pictures el 15 de marzo de 2012 para dirigir una adaptación en vivo de la serie de cómics Warren Ellis Gravel, a partir de un guion de Oliver Butcher y Stephen Cornwell. El 14 de noviembre de 2012, Sony Pictures seleccionó a Miller para dirigir una adaptación cinematográfica de la novela de ciencia ficción de Joe Haldeman llamada Seasons, que Sebastián Gutiérrez eligió para adaptar al cine y Michael De Luca para producirla. Miller y Jeff Fowler también se prepararon para dirigir y producir la película animada The Goon, a través de Blur Studio. Ninguna de estas películas ha sido aún producida.
Miller diseñó las secuencias del título de la película de 2011 La chica del dragón tatuado, y de la película de 2013 Thor: The Dark World. Este último proyecto se completó en 12 semanas e incluyó 75 planos, la mayoría de los cuales fueron generados por computadora.
El 8 de abril de 2011, la compañía 20th Century Fox contrató a Miller para dirigir el largometraje Deadpool, basado en el personaje del mismo nombre de Marvel Comics. Fue su debut como director, con el guion siendo escrito por Rhett Reese y Paul Wernick, y con Ryan Reynolds protagonizando en el papel principal. La filmación comenzó a finales de marzo de 2015 en Vancouver, y la película se estrenó el 12 de febrero de 2016, con una secuela, titulada Deadpool 2, que se estrenó en mayo de 2018, con Miller originalmente programado para regresar como director, aunque finalmente fue reemplazado por David Leitch. En octubre de 2016, se anunció que había sido contratado para servir como productor ejecutivo de Sony Pictures planeando un largometraje sobre Sonic el Erizo.
A mediados de 2017, Miller fue contratado para dirigir una adaptación de la novela de ciencia ficción Neuromante (1984) de William Gibson, para la compañía Fox, la cual será producida por Simon Kinberg.

## Filmografía

### Largometrajes
- Hideaway (1995) - efectos visuales
- Scott Pilgrim contra el mundo (2010) - supervisor de la secuencia "Ninja Ninja"
- La chica del dragón tatuado (2011) - director creativo: secuencia de títulos
- Thor: The Dark World (2013) - director de la segunda unidad: secuencia de apertura
- Deadpool (2016) - director
- Terminator: Dark Fate (2019) - director, consultor co-creativo
- Sonic, la película (2020) - productor ejecutivo[17]
- Sonic 2, la película (2022) - productor ejecutivo

### Videojuegos
- Hellgate: London (2007) - efectos visuales

- Mass Effect 2 (2010) - supervisor de efectos visuales

- Star Wars: The Old Republic (2011) - supervisor de efectos visuales

## Premios y distinciones
Premios Óscar
| Año  | Categoría                  | Película     | Resultado |
| ---- | -------------------------- | ------------ | --------- |
| 2005 | Mejor cortometraje animado | Gopher Broke | Nominado  |